# Миколаївська сільська рада (Овідіопольський район)
Микола́ївська сільська́ ра́да — колишня адміністративно-територіальна одиниця та орган місцевого самоврядування в Овідіопольському районі Одеської області. Адміністративний центр — село Миколаївка.

## Загальні відомості
Миколаївська сільська рада утворена в 1944 році.
- Територія ради: 129,839 км²
- Населення ради: 1 448 осіб (станом на 2001 рік)
- Водоймища на території даної ради: Дністровський лиман

## Населені пункти
Сільській раді підпорядковані населені пункти:
- с. Миколаївка

## Населення
Згідно з переписом УРСР 1989 року чисельність наявного населення села становила 2798 осіб, з яких 1257 чоловіків та 1541 жінка.
За переписом населення України 2001 року в селі мешкало 1446 осіб.

### Мова
Розподіл населення за рідною мовою за даними перепису 2001 року:
| Мова       | Відсоток |
| ---------- | -------- |
| українська | 88,88 %  |
| російська  | 6,42 %   |
| білоруська | 2,14 %   |
| молдовська | 1,80 %   |
| болгарська | 0,21 %   |
| вірменська | 0,21 %   |
| німецька   | 0,14 %   |
| гагаузька  | 0,07 %   |

## Склад ради
Рада складається з 18 депутатів та голови.
- Голова ради: Зубік Михайло Миколайович
- Секретар ради: Мукало Наталія Анатоліївна

### Керівний склад попередніх скликань
| Прізвище, ім'я, по батькові | Основні відомості                                                         | Дата обрання | Дата звільнення |
| --------------------------- | ------------------------------------------------------------------------- | ------------ | --------------- |
| Зубік Михайло Миколайович   | Сільський голова, 1959 року народження, освіта вища, безпартійний         | 26.03.2006   | 31.10.2010      |
| Зубік Михайло Миколайович   | Сільський голова, 1959 року народження, освіта вища, член Партії регіонів | 31.10.2010   |                 |

Примітка: таблиця складена за даними сайту Верховної Ради України

### Депутати
За результатами місцевих виборів 2010 року депутатами ради стали:

#### За суб'єктами висування
| Суб'єкт висування | Кількість обраних депутатів | %    |
| ----------------- | --------------------------- | ---- |
| Самовисування     | 11                          | 61,1 |
| Партія регіонів   | 6                           | 33,3 |
| Партія «Родина»   | 1                           | 5,6  |

#### За округами
| № округу        | Прізвище, ім'я, по батькові    | Дата визнання обраним | Освіта             | Партійна приналежність | Відомості про обраного депутата                                  |
| --------------- | ------------------------------ | --------------------- | ------------------ | ---------------------- | ---------------------------------------------------------------- |
| Партія регіонів |                                |                       |                    |                        |                                                                  |
| 8               | Малєнкова Валентина Миколаївна | 04.11.2010            | вища               | член Партії регіонів   | ПП ЛТД «Ківі», продавець                                         |
| 9               | Андронакі Вадим Леонідович     | 04.11.2010            | вища               | позапартійний          | ТзОВ «Магік», директор                                           |
| 11              | Андронакі Євгеній Леонідович   | 04.11.2010            | вища               | член Партії регіонів   | ТзОВ «Магік», головний агроном                                   |
| 12              | Мукало Наталія Анатоліївна     | 04.11.2010            | вища               | член Партії регіонів   | Миколаївська сільська рада, секретар                             |
| 15              | Вербицький Анатолій Іванович   | 04.11.2010            | середня спеціальна | член Партії регіонів   | тимчасово не працює                                              |
| 16              | Маленков Михайло Андрійович    | 04.11.2010            | вища               | член Партії регіонів   | ЧП «СерВІГ», агроном                                             |
| Партія «РОДИНА» |                                |                       |                    |                        |                                                                  |
| 2               | Коваль Тетяна Олександрівна    | 04.11.2010            | середня            | член Партії «РОДИНА»   | тимчасово не працює                                              |
| Самовисування   |                                |                       |                    |                        |                                                                  |
| 1               | Борисюк Марк Андрійович        | 04.11.2010            | вища               | позапартійний          | Іллічівський морський торговий порт                              |
| 3               | Суровцева Марина Володимирівна | 04.11.2010            | вища               | позапартійна           | відпустка по догляду за дитиною                                  |
| 4               | Дубіна Надія Григорівна        | 04.11.2010            | середня            | позапартійна           | тимчасово не працює                                              |
| 5               | Абабін Олексій Михайлович      | 04.11.2010            | вища               | позапартійний          | приватний підприємець                                            |
| 6               | Матюшенко Юлія Пахомівна       | 04.11.2010            | середня спеціальна | позапартійна           | Миколаївська сільська рада, начальник військово-облікового столу |
| 7               | Ткачук Олег Іванович           | 04.11.2010            | середня            | позапартійний          | тимчасово не працює                                              |
| 10              | Суровцев Андрій Сергійович     | 04.11.2010            | вища               | позапартійний          | Іллічівський порт, старший пожежник                              |
| 13              | Кучерак Олена Сергіївна        | 04.11.2010            | середня спеціальна | позапартійна           | Миколаївська сільська рада, головний бухгалтер                   |
| 14              | Сенчак Василь Іванович         | 04.11.2010            | середня спеціальна | позапартійний          | Миколаївськкомунгосп, директор                                   |
| 17              | Ганошина Антоніна Сидорівна    | 14.11.2010            | середня            | позапартійна           | пенсіонер                                                        |
| 18              | Карась Ніна Олександрівна      | 04.11.2010            | середня            | позапартійна           | пенсіонер                                                        |